# Torpshammar
Torpshammar est une localité de la commune d'Ånge dans le comté de Västernorrland en Suède.
Sa population était de 447 habitants en 2019.

## Histoire
La croissance de Torpshammar a commencé lorsque les marchands Lars Sundqvist et Magnus Huss ont obtenu le privilège d'établir une usine sidérurgique, Torps Bruk, à Gimåfallen en 1797. L'usine a véritablement démarré en 1802.
En 1812, il était temps de changer le nom de l'usine sidérurgique, qui s'appelait alors Torps Hammare. L'origine du nom actuel de la localité vient probablement du moulin, qui a changé de nom en 1831 pour s'appeler Torpshammars Bruk.
Vers 1869, l'usine sidérurgique a cessé ses activités pour laisser place à une usine de pâte à papier appelée Torpshammars AB. En 1943, cette activité a également cessé lorsque Gimån a été asséché au profit de la centrale électrique de Grönsta, située à quelques kilomètres en amont. Les locaux ont été utilisés pendant une vingtaine d'années par l'École nationale professionnelle, qui proposait des formations en soudage, en tôlerie industrielle et en mécanique de contrôle et de régulation. 